# Lee Kerslake
Lee Kerslake (Bournemouth, Dorset, 16 de abril de 1947-Londres, 19 de septiembre de 2020) fue un baterista británico, más conocido por su trabajo en las bandas Uriah Heep y Ozzy Osbourne.

## Biografía

### Carrera
Se unió a Uriah Heep en noviembre de 1971, desvinculándose en octubre de 1979 para luego retornar a la agrupación en 1982. Debido a problemas de salud, Kerslake debió dejar nuevamente Uriah Heep en 2007.
Durante su estancia fuera de Uriah Heep, a principio de los años 1980, fue contratado por Ozzy Osbourne, y grabó junto a él los discos Blizzard of Ozz y Diary of a Madman, y tocó con el bajista Bob Daisley, quien se unió a Uriah Heep años después.
Dado el hecho de que ni Kerslake ni Daisley fueron citados en los créditos de Diary of a Madman, se inició una disputa legal de los mismos contra Ozzy Osbourne y su esposa Sharon Osbourne. Como represalia, la batería y el bajo de los dos primeros álbumes fueron reemplazados más de veinte años después, en 2002, por nuevas líneas interpretadas por Mike Bordin y Robert Trujillo, respectivamente.
En los años 1990 estuvo afincado en la Isla de Lanzarote (Islas Canarias) siendo copropietario y colaborador de los estudios de grabación Ana Lee. En 1994 produjo el disco Luna Llena del grupo lanzaroteño Kalmachicha, junto al también británico Andy Holmes como técnico de sonido. El disco fue un éxito a nivel insular.

### Quebrantos de salud y fallecimiento
En diciembre de 2018, Kerslake reveló que se encontraba luchando contra el cáncer de próstata, afirmando que su doctor le dio cerca de ocho meses de vida. Declaró además que cinco años antes le habían dado cuatro años de vida. Otras complicaciones de salud de Kerslake incluían psoriasis, artritis psoriásica y dos soplos cardíacos.
Reveló que su último deseo era recibir las certificaciones de disco de platino de los álbumes Blizzard of Ozz y Diary of a Madman, y Osbourne le concedió ese deseo. Kerslake escribió una carta a Ozzy, informándole de su mala salud y de su deseo de recibir estas placas, las cuales recibió poco tiempo después.
El músico falleció el 19 de septiembre de 2020 a los setenta y tres años de edad en Londres, consecuencia de la enfermedad que padecía.

## Discografía

### ConThe Gods
- Genesis (1968)
- To Samuel a Son (1970)

### ConHead Machine
- Orgasm (1970)

### ConToe Fat
- Toe Fat (1970)

### Con National Head Band
- Albert One (1971)

### Con Uriah Heep
- Demons & Wizards (1972)
- The Magician's Birthday (1972)
- Uriah Heep Live (1973)
- Sweet Freedom (1973)
- Wonderworld (1974)
- Return to Fantasy (1975)
- High and Mighty (1976)
- Firefly (1977)
- Innocent Victim (1977)
- Fallen Angel (1978)
- Abominog (1982)
- Head First (1983)
- Equator (1985)
- Live at Shepperton '74 (1986)
- Live in Europe 1979 (1986)
- Live in Moscow (1988)
- Raging Silence (1989)
- Different World (1991)
- Sea of Light (1995)
- Spellbinder Live (1996)
- King Biscuit Flower Hour Presents Uriah Heep in Concert (1997)
- Sonic Origami (1998)
- Future Echoes of the Past (2000)
- Acoustically Driven (2001)
- Electrically Driven (2001)
- The Magician's Birthday Party (2002)
- Live in the USA (2003)
- Magic Night (2004)

### ConKen Hensley
- Proud Words on a Dusty Shelf (1973)

### ConDavid Byron
- Take No Prisoners (1975)

### Con Ozzy Osbourne
- Blizzard of Ozz (1980)
- Diary of a Madman (1981)
- Tribute (2 canciones, 1987)

### Con Living Loud
- Living Loud (2003)
- Live in Sydney (2006)